# Izeda, Calvelhe e Paradinha Nova
Izeda, Calvelhe e Paradinha Nova (oficialmente: União das Freguesias de Izeda, Calvelhe e Paradinha Nova) é uma freguesia portuguesa do município de Bragança, com 72,67 km² de área e 851 habitantes (censo de 2021). A sua densidade populacional é 11,7 hab./km².

## História
Foi constituída em 2013, no âmbito de uma reforma administrativa nacional, pela agregação das antigas freguesias de Izeda, Calvelhe e Paradinha Nova e tem a sede em Izeda.

## Demografia
A população registada nos censos foi:
| Distribuição da População por Grupos Etários | Distribuição da População por Grupos Etários | Distribuição da População por Grupos Etários | Distribuição da População por Grupos Etários | Distribuição da População por Grupos Etários | Distribuição da População por Grupos Etários |
| -------------------------------------------- | -------------------------------------------- | -------------------------------------------- | -------------------------------------------- | -------------------------------------------- | -------------------------------------------- |
| Antes da agregação                           |                                              |                                              |                                              |                                              |                                              |
| Ano                                          | 0-14 anos                                    | 15-24 anos                                   | 25-64 anos                                   | >= 65 anos                                   | Total                                        |
| 2001                                         | 128                                          | 126                                          | 651                                          | 297                                          | 1202                                         |
| 2011                                         | 102                                          | 105                                          | 658                                          | 347                                          | 1212                                         |
| Após a agregação                             |                                              |                                              |                                              |                                              |                                              |
| Ano                                          | 0-14 anos                                    | 15-24 anos                                   | 25-64 anos                                   | >= 65 anos                                   | Total                                        |
| 2021                                         | 37                                           | 49                                           | 416                                          | 349                                          | 851                                          |